# Governança ambiental na Amazônia

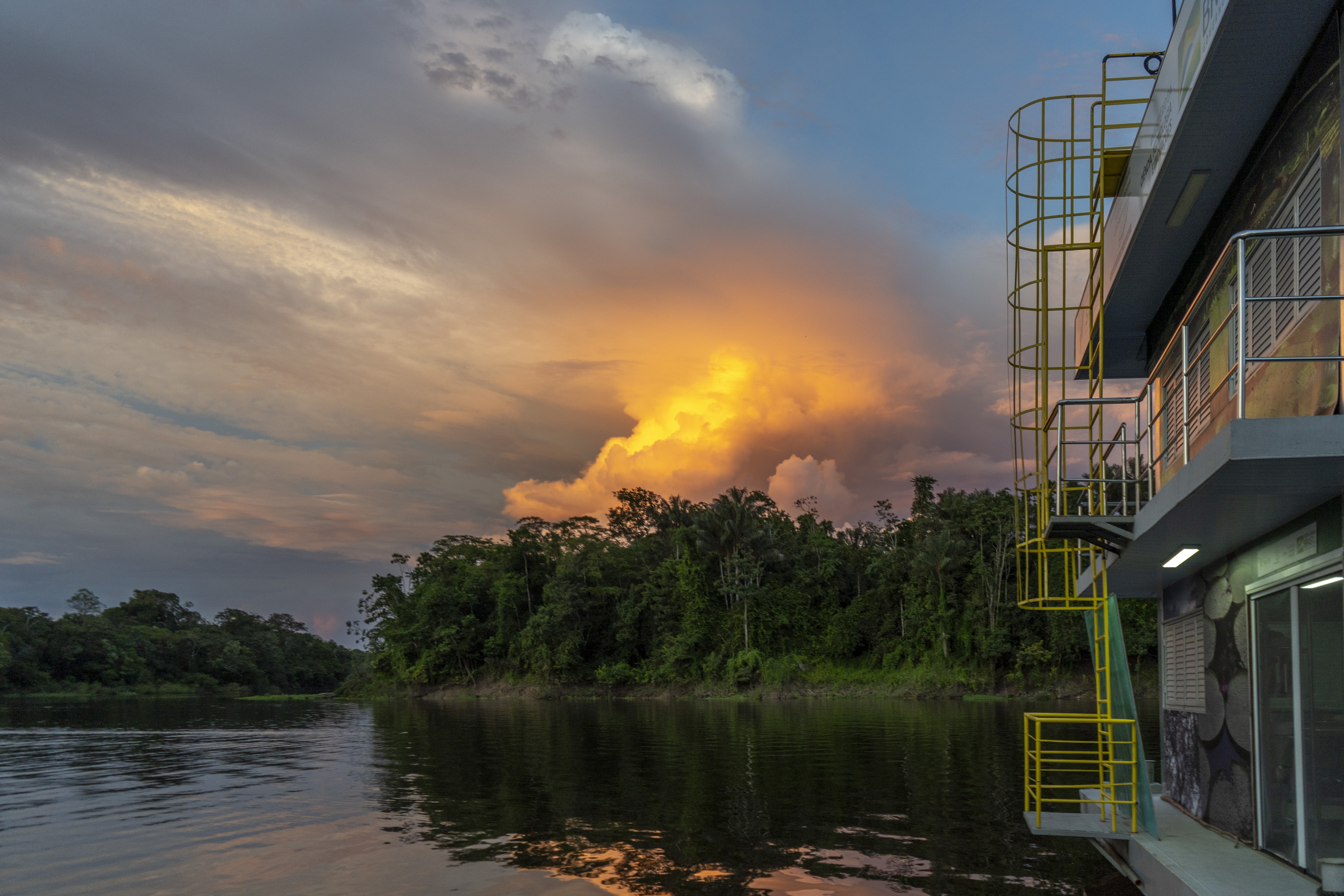
Pôr do sol na Reserva de Desenvolvimento Sustentável Mamirauá (Amazonas).

A governança ambiental na Amazônia, a qual visa preservar o seu ecossistema único, compreende uma multiplicidade de atores e instituições, incluindo governos, organizações não-governamentais, comunidades indígenas e tradicionais, e a iniciativa privada, inseridos em redes sociais complexas envolvidas na formulação e implementação de políticas ambientais. Estas redes são influenciadas pela dinâmica das relações de poder, pela posição ocupada pelos atores nestas redes e pela densidade destas, e que tipos de interação se produzem entre elas.

## Agentes

### Entidades governamentais
Cabe aos governos federal e estadual o papel crucial de definir e implementar políticas ambientais, bem como fiscalizar sua aplicação. No âmbito do governo federal, o principal instrumento legal para uso da terra e proteção das florestas, é o Código Florestal Brasileiro, o qual define regras para as áreas de Reserva legal, Áreas de Preservação Permanente (APPs) e disciplina e exploração sustentável dos recursos florestais. Há ainda outro importante marco legal, o Plano de Ação para Prevenção e Controle do Desmatamento na Amazônia Legal, implementado em 2004, e que visa, além de combater o desmatamento, estabelecer medidas de ordenamento territorial, dentre outras. A importância do PPCDAm pode ser avaliada ao constatar que até 2018, o desmatamento anual foi mantido abaixo de 8 mil km²; revogado em 2019, pelo governo Bolsonaro, ao que se somou o desmonte dos órgãos de fiscalização, em 2021 o desmatamento atingiu 13 mil km², algo que não ocorria desde 2006.
Além do aspecto de formulação de políticas ambientais, cabe ao governo federal fiscalizar a região amazônica, principalmente através do Instituto Brasileiro do Meio Ambiente e dos Recursos Naturais Renováveis (IBAMA), o qual a partir de 2019, sofreu além de uma crônica falta de recursos, pressão política para afrouxar o monitoramento.
Finalmente, o governo federal financia projetos de conservação e desenvolvimento sustentável na região, através de iniciativas como o Fundo Amazônia, do Banco Nacional de Desenvolvimento Econômico e Social (BNDES).

### Organizações não-governamentais
As organizações não-governamentais são responsáveis pela advocacy, monitoramento e implementação de projetos de conservação e sustentabilidade na região amazônica. Dentre estas, o WWF Brasil, Greenpeace, Instituto Socioambiental, Vozes pela Ação Climática Justa, dentre outros, fornecem apoio técnico e financeiro às comunidades locais, para que obtenham recursos da floresta através do manejo sustentável.

### Comunidades indígenas e tradicionais
Detentoras do saber ancestral, estas comunidades são cruciais para a conservação da floresta e a manutenção da biodiversidade. As suas técnicas extrativistas, renegadas pela lógica predatória do sociedade de consumo, cada vez mais têm se mostrado como a alternativa mais viável para a preservação da Amazônia.

## Desafios à governança ambiental
Dentre os desafios que dificultam a implementação de práticas sustentáveis, podem ser destacados o desmatamento, a exploração não sustentável ou ilegal de recursos naturais, as mudanças climáticas e a falta de financiamento para atividades econômicas ecologicamente sustentáveis.

### Desmatamento
Constitui-se num dos principais desafios à sustentabilidade, visto que além de destruir os habitats naturais, contribui para a emissão de gases de efeito estufa, agravando as mudanças climáticas. Um estudo de 2019, concluiu que o desmatamento total ou parcial das três grandes florestas tropicais do mundo (bacia do Congo, Sudeste Asiático e Amazônia) causaria a elevação da temperatura do planeta em 0,7°C, equivalente a praticamente todo o aquecimento provocado pela ação humana desde o início da Revolução Industrial.

### Exploração de recursos naturais
A exploração desenfreada, legal ou ilegal, de recursos naturais como a madeira, põe em risco a integridade da Amazônia, de sua biodiversidade, e das populações tradicionais que ali vivem. A mineração, seja de ouro ou de outros minérios, contamina rios e solos, bem como os peixes que servem de alimento às populações locais.

### Mudanças climáticas
Além de ser um desafio global, as mudanças climáticas afetam não somente a biodiversidade local como a vida das populações indígenas e tradicionais, impactados pelas mudanças nos padrões de precipitação que têm provocado secas intensas nos últimos anos.

## Estratégias de enfrentamento
O enfrentamento aos desafios à governança ambiental na Amazônia, pressupõe fortalecer a ação do estado na região, particularmente através da fiscalização do IBAMA, multando e punindo com rigor os infratores, além de desenvolver estratégias de recuperação de áreas degradadas. Os Objetivos de Desenvolvimento Sustentável (ODS) devem servir como um paradigma a ser seguido, visando a preservação dos recursos naturais da floresta para as gerações futuras, bem como das comunidades tradicionais que dela e ali vivem.
Outras práticas que podem ser adotadas, incluem os créditos de carbono, deduções pelo uso de energias renováveis e incentivos à pesquisa e desenvolvimento sustentável, além do uso de produtos reciclados.